# Woldemar Born
Woldemar Born (* 25. September in 1834 Obermöllern; † 11. Mai 1912 in Kassel) war ein deutscher Kommunalpolitiker und Parlamentarier.

## Leben
Woldemar Born studierte Rechtswissenschaften an der Universität Leipzig und der Friedrichs-Universität Halle. 1854 wurde er Mitglied des Corps Guestphalia Leipzig. 1855 schloss er sich dem Corps Palaiomarchia Halle an. Nach dem Studium diente er als Einjährig-Freiwilliger. Später wurde er Hauptmann der Landwehr-Infanterie. Von April bis Juli 1868 war er Bürgermeister von Delitzsch. Von 1869 bis 1882 war er Bürgermeister von Zeitz. Seinen Ruhestand verlebte er in Kassel.
Born war Mitglied des Provinziallandtags der Provinz Sachsen. Von 1879 bis 1882 saß er für den Wahlkreis Merseburg 8 (Weißenfels, Naumburg, Zeitz) im Preußischen Abgeordnetenhaus. Er gehörte der Fraktion der Nationalliberalen Partei an.

## Auszeichnungen
- Ernennung zum Geheimen Regierungsrat
- Namensgeber für die Bornpromenade in Zeitz
- Ehrenbürger von Zeitz[2]